# Лелечи
Лелечи — село в муниципальном округе Егорьевск Московской области России.

## География
Село Лелечи расположено в юго-западной части муниципального округа Егорьевск, примерно в 26 километрах к юго-востоку от города Егорьевск. В 500 метрах к югу от села протекает река Цна. Высота над уровнем моря 117 метров.

## Название
В письменных источниках упоминается как Лелечи (XVI век), Вражское, Лелечи тож (XVIII век). Впоследствии за селом закрепилось название Лелечи.
Название Вражское по расположению села по обе стороны большого оврага. Наименование Лелечи от фамилии владельца Лелечин.

## История
До отмены крепостного права село принадлежало помещице Ермоловой. После 1861 года село вошло в состав Лелеческой волости Егорьевского уезда.
В 1926 году село входило в Лелечевский сельсовет Лелечевской волости Егорьевского уезда.
До 1994 года Лелечи входили в состав Бобковского сельсовета Егорьевского района, а в 1994—2006 годы — Раменского сельского округа.
В начале 1980-х годов была предпринята попытка возродить это село. За 1983-1986 годы было построено 10 кирпичных одноэтажных домов, бригадный дом, чайная, медпункт, баня, узел связи, детский комбинат, 2 магазина, отремонтирован клуб и библиотека. В новые дома вселились работники совхоза.
В 2005 году, в селе был открыт завод по производству полимерных труб.
Входила в состав сельского поселения Раменское.

## Демография
В 1885 году в селе проживало 360 человек, в 1905 году — 330 человек (165 мужчин, 165 женщин), а в усадьбе церковного причта 13 человек (4 мужчины и 9 женщин), в 1926 году — 240 человек (104 мужчины, 136 женщин). По переписи 2002 года — 351 человек (177 мужчин, 174 женщины). Население — 628 человек (2010).
| 1859 | 1868 | 1885 | 1905 | 1926 | 2002 | 2006 |
| ---- | ---- | ---- | ---- | ---- | ---- | ---- |
| 282  | ↘278 | ↗360 | ↘343 | ↘240 | ↗351 | ↗386 |
| 2010 |      |      |      |      |      |      |
| ↗628 |      |      |      |      |      |      |